# Lamprofil·lita
La lamprofil·lita és un mineral de la classe dels silicats. Rep el seu nom del grec lampros, brillant, i phillon, fulla. Va ser descoberta l'any 1894 a la península de Kola (Rússia). Pertany i dona nom al grup de la lamprofil·lita.

## Característiques
La lamprofil·lita és un mineral silicat, concretament un sorosilicat, que pertany i dona nom al grup lamprofil·lita. Cristal·litza en el sistema monoclínic. És un mineral de color predominantment marró, amb ratlla de color marró-groguenca o blanca i lluentor vítria. La seva duresa a l'escala de Mohs és de 2,5.
Segons la classificació de Nickel-Strunz, la lamprofil·lita pertany a «09.BE - Estructures de sorosilicats, amb grups Si₂O₇, amb anions addicionals; cations en coordinació octaèdrica [6] i major coordinació» juntament amb els següents minerals: wadsleyita, hennomartinita, lawsonita, noelbensonita, itoigawaïta, ilvaïta, manganilvaïta, suolunita, jaffeïta, fresnoïta, baghdadita, burpalita, cuspidina, hiortdahlita, janhaugita, låvenita, niocalita, normandita, wöhlerita, hiortdahlita I, marianoïta, mosandrita, nacareniobsita-(Ce), götzenita, hainita, rosenbuschita, kochita, dovyrenita, baritolamprofil·lita, ericssonita, ericssonita-2O, seidozerita, nabalamprofil·lita, grenmarita, schüllerita, lileyita, murmanita, epistolita, lomonossovita, vuonnemita, sobolevita, innelita, fosfoinnelita, yoshimuraïta, quadrufita, polifita, bornemanita, shkatulkaïta, bafertisita, hejtmanita, bykovaïta, nechelyustovita, delindeïta, bussenita, jinshajiangita, perraultita, surkhobita, karnasurtita-(Ce), perrierita-(Ce), estronciochevkinita, chevkinita-(Ce), poliakovita-(Ce), rengeïta, matsubaraïta, dingdaohengita-(Ce), maoniupingita-(Ce), perrierita-(La), hezuolinita, fersmanita, belkovita, nasonita, kentrolita, melanotekita, til·leyita, killalaïta, stavelotita-(La), biraïta-(Ce), cervandonita-(Ce) i batisivita.

## Formació
Es pot trobar en qualsevol tipus de roca i en la majoria de pegmatites. Acostuma a trobar-se associada a altres minerals, com microclina, nefelina, aegirina, lorenzenita, eudialita, lomonossovita, murmanita, vil·liaumita, catapleiïta, calcita, fluorita, analcima i pectolita.

## Varietats
Es coneix una varietat, la barilamprofil·lita, una varietat rica en bari, amb fórmula Na₂(Sr,Ba)TiSi₂O₈, trobada en diferents zones de Rússia. També es coneixen dos politips: la lamprofil·lita-2M i la lamprofil·lita-2O.

## Grup de la lamprofil·lita
El grup de la lamprofil·lita és un grup de diverses espècies minerals. Aquest grup forma part des del 2016 del supergrup de la seidozerita, juntament amb el grup de la rinkita, el grup de la bafertisita i el grup de la murmanita.